# Savignargues
Savignargues település Franciaországban, Gard megyében. Lakosainak száma 238 fő (2022. január 1.). Savignargues Aigremont, Canaules-et-Argentières, Saint-Jean-de-Serres és Saint-Théodorit községekkel határos.

## Népesség
A település népessége az elmúlt években az alábbi módon változott:
| Lakosok száma | 114  | 123  | 144  | 193  | 233  | 239  | 239  | 235  | 239  | 238  |
|               | 1968 | 1982 | 1990 | 2006 | 2013 | 2015 | 2017 | 2019 | 2020 | 2022 |